# Planície de Kedu
A planície de Kedu, também conhecida como vale do rio Progo é uma planície vulcânica fértil que se situa entre dois vulcões — o Merbabu e Merapi — na ilha de Java, Indonésia, no kabupaten (regência) de Magelang, Java Central.
A planície é limitada a sudoeste pelos montes Menoreh e pela  planície de Prambanan a sudeste. O rio Progo corre ao longo do centro da planície de Kedu, desde a sua nascente na encosta do monte Sumbing e continua o seu curso até à costa sul de Java, no oceano Índico. Kedu é um local importante na história de Java Central desde há mais de um milénio, devido aos seus vestígios da Dinastia Sailendra (séculos VIII a XIII), com destaque para Borobudur, o maior templo budista do mundo e outros sítios budistas. Durante o período colonial holandês, a planície esteve na posse da administração da residência de Kedu, que se estendia pelo que são hoje as regências (subdivisões administrativas indonésias) de Magelang e Temanggung.[carece de fontes?]
Quando o Império Britânico ocupou brevemente Java no início do século XIX, Magelang tornou-se a capital da região. Após o fim das Guerras Napoleónicas, os britânicos devolveram Java aos holandeses em 1816, mas Magelang continuou a desempenhar um papel importante nas Índias Orientais Holandesas.[carece de fontes?]
Perto de Magelang há uma colina chamada  monte Tidar que é conhecida como "Unha de Java". Segundo uma lenda javanesa, os deuses colocaram ali a unha para impedir que a ilha de Java se afundasse no mar durante os sismos.

## Sítios arqueológicos
Na planície de Kedu situam-se numerosos templos hindus e budistas, datados dos séculos VIII e IX, o que faz com que a área seja considerada o berço da civilização clássica indonésia. Os templos da planície incluem:
- Borobudur — a mandala budista gigantesca em pedra construída pelos monarcas Sailendra no século VIII.
- Mendut — outro templo budista do século VIII, que tem três grandes estátuas de Vairocana, Avalokiteshvara e Vajrapani.
- Pawon — um pequeno templo budista do século VIII junto à margem do rio Progo, situado aproximadamente a meio da linha reta que une Mendut a Borobudur.
- Ngawen — templo budista do século VIII situado cerca de cinco quilómetros a leste de Mendut.
- Banon — ruínas de um templo hindu, situado algumas centenas de metros a norte de Pawon. Restam muito poucos vestígios, mas foram encontradas estátuas de Xiva, Vixnu, Agastya e Ganexa, que atualmente estãoe expostas no Museu Nacional da Indonésia em Jacarta.
- Canggal — também conhecido como Candi Gunung Wukir, é um dos templos hindus mais antigos da região, situado no subdistrito de  Muntilan. Junto dele foi encontrada a inscrição de Canggal, ligada ao rei  Sanjaya de Mataram.
- Gunung Sari — ruínas de um templo hindu no cimo de um monte, situado perto de Candi Gunung Wukir, nos arredores de Muntilan.
- Umbul — situado em Grabag, foi um local de banhos e de descanso dos reis do Sultanato de Mataram.